# Papuascincus morokanus
Papuascincus morokanus — вид сцинкоподібних ящірок родини сцинкових (Scincidae). Ендемік Папуа Нової Гвінеї. 

## Поширення і екологія
Papuascincus morokanus мешкають в горах Центрального хребта Нової Гвінеї, зокрема в горах Овен-Стенлі, а також в горах на півострові Гуон. Вони живуть у вологих тропічних лісах, серед скельних виступів. Зустрічаються на висоті від 900 до 3200 м над рівнем моря.